# Welte-Mignon

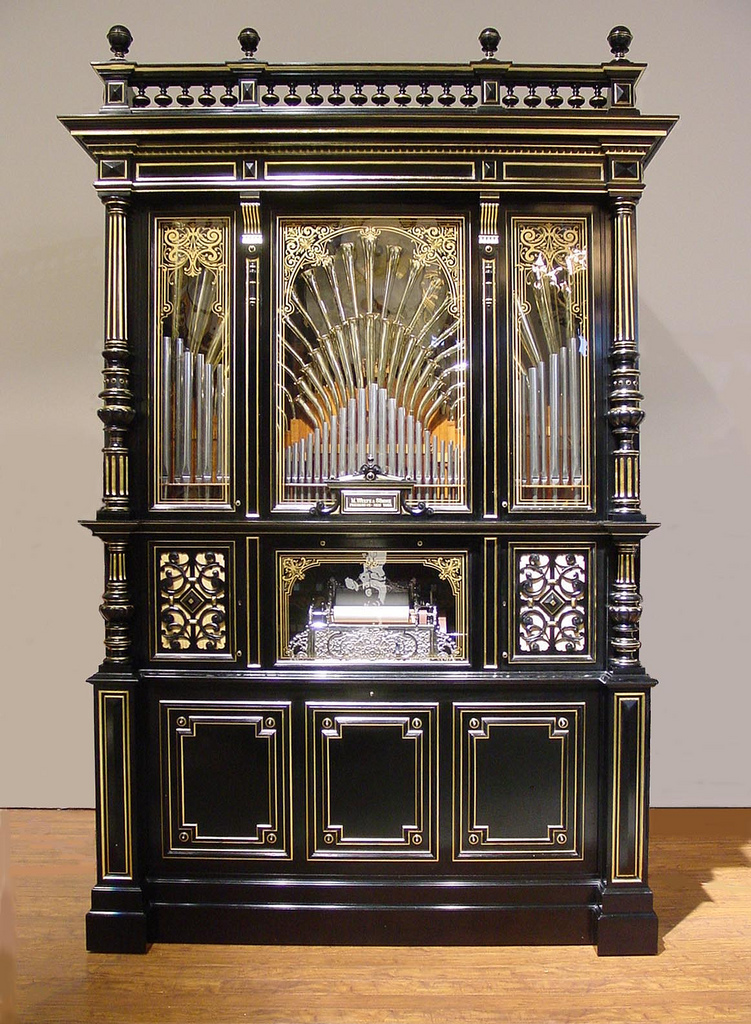
Welte Concert Orchestrion nr. 198 (1895)

M. Welte & Sons, Freiburg and New York was een Duits/Amerikaans bedrijf dat orchestrions, orgels en reproductie-pianos maakte. Het werd in 1882 opgericht in Vöhrenbach door Michael Welte (1807-1880).

## Overzicht

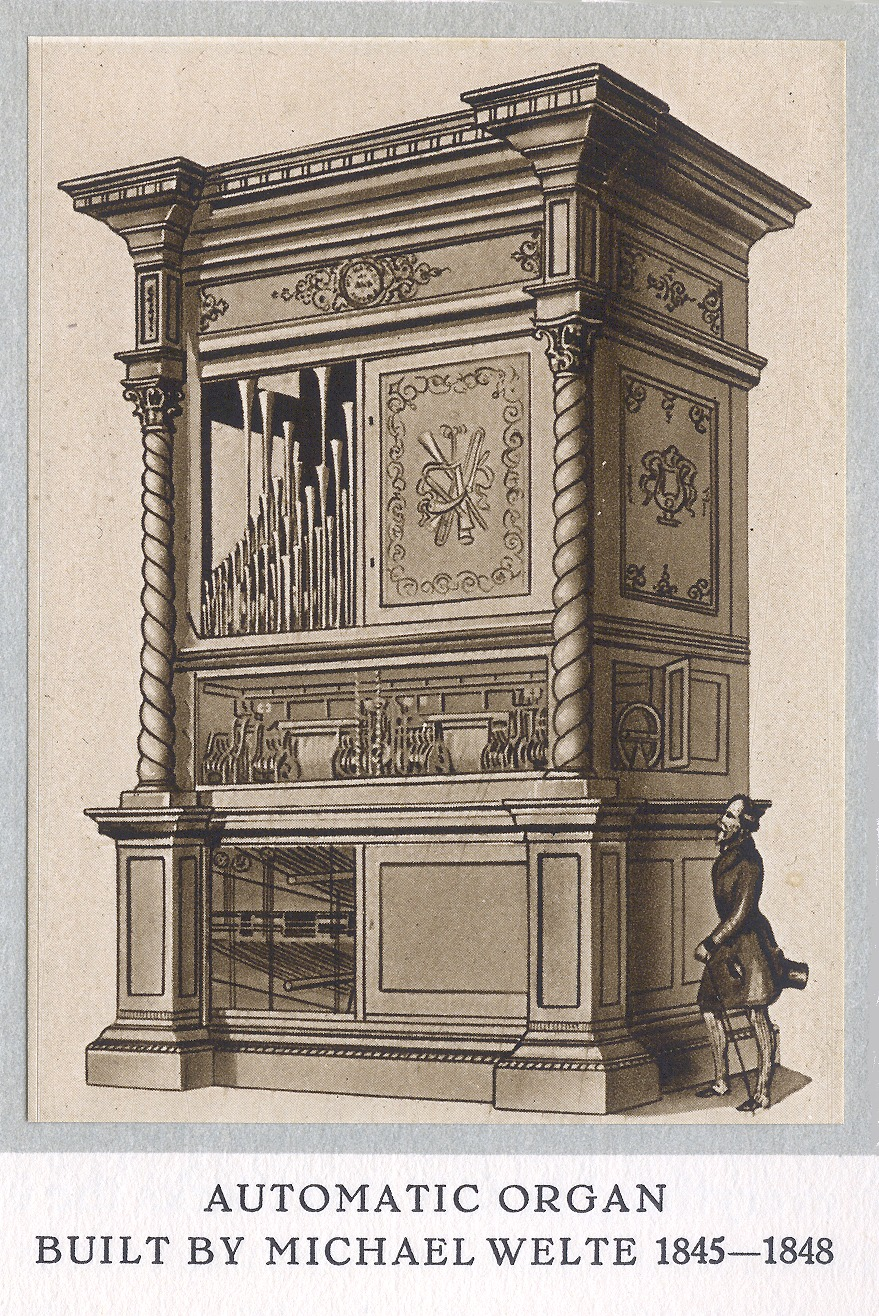
Orchestrion gebouwd door Michael Welte in 1845-1848

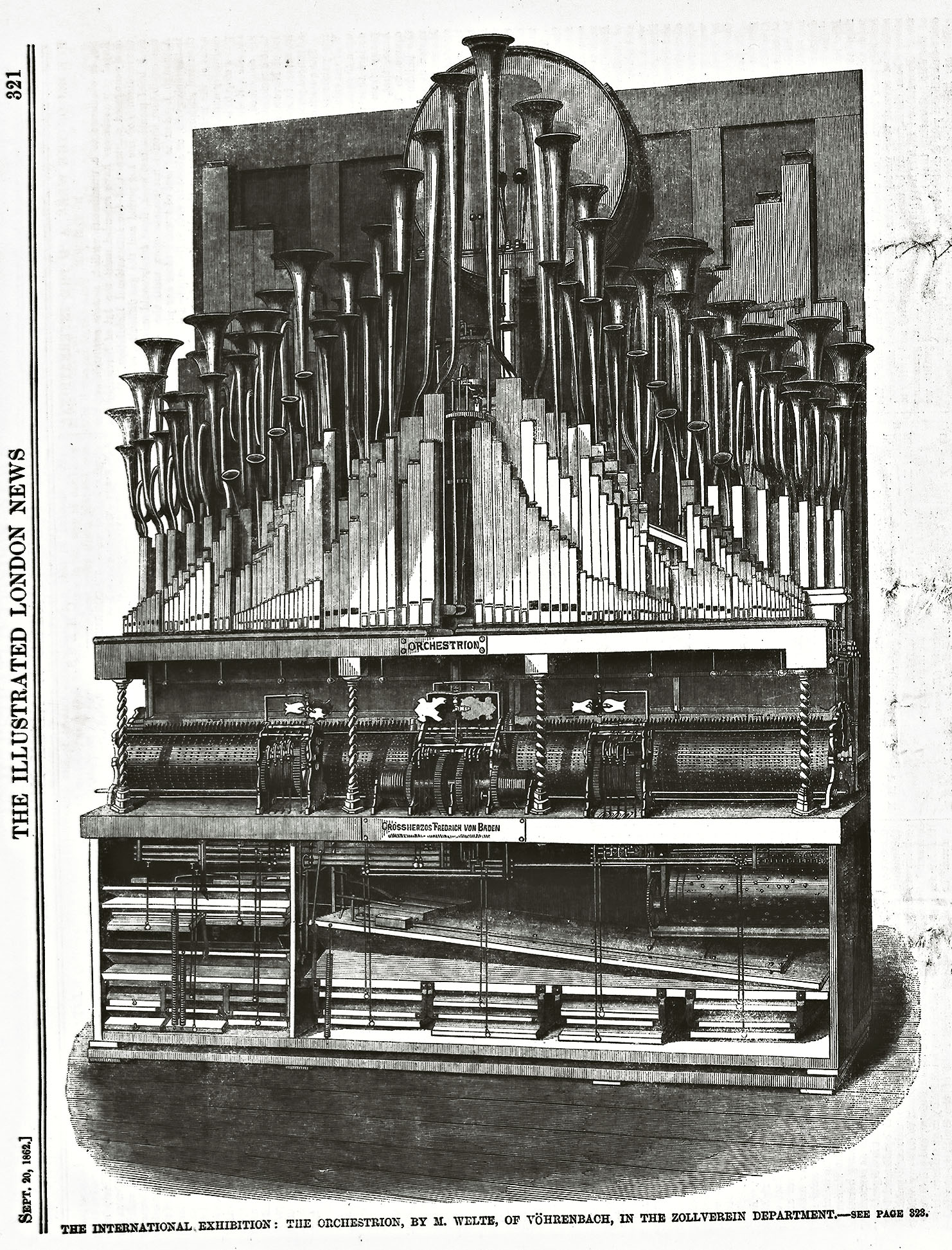
Orchestrion van M. Welte dat op de wereldexpo werd vertoond in 1862

Van 1832 tot 1932 vervaardigde de fabriek mechanische muziekinstrumenten van hoge kwaliteit. De oprichter Michael Welte (1807-1880) had tussen 1850 en de vroege 20e eeuw een prominente rol in de ontwikkeling van het orchestrion.
In 1872 verhuisde het bedrijf van het afgelegen plaatsje Vöhrenbach in het Zwarte Woud naar een grotere fabriek in Freiburg. De belangrijkste verandering die het bedrijf ontwikkelde in de mechanische reproductie-instrumenten was de overgang van rollen met pinnetjes naar geperforeerde papierrollen. Emil Welte (1841-1923), de oudste zoon van Michael, die in 1865 naar de Verenigde Staten was geëmigreerd, kreeg in 1883 octrooi op deze rollen, die de voorloper waren van de pianolarollen. In 1889 werd de techniek verbeterd en opnieuw beschermd door octrooien. Later werd door Welte-Mignon alleen deze pianorollentechniek nog toegepast. Licenties voor gebruik ervan werden verkocht aan andere bedrijven. Met vestigingen in zowel New York als Moskou, en wereldwijde vertegenwoordigingen, werd Welte een begrip.
Het bedrijf was al zeer bekend toen het in 1904 de eerste Welte-Mignon reproductiepiano's introduceerde. Deze instrumenten kon zowel tempo, frasering, pedaalgebruik als dynamiek reproduceren, zodat niet louter de noten van de muziek hoorbaar werden, maar ook de interpretatie ervan. In september van 1904 werd de Mignon gedemonstreerd op de Leipziger Messe. In maart 1905 stond een exemplaar in de showrooms van de orchestrionmaker Hugo Popper. In 1906 werd de Mignon naar de Verenigde Staten geëxporteerd; door de bedrijven Feurich en Steinway & Sons ingebouwd in piano's. Dankzij deze uitvinding van Edwin Welte (1876-1958) en zijn zwager Karl Bockisch (1874-1952) kon men nu door een pianist gespeelde muziek zo natuurgetrouw opnemen en weergeven als destijds technisch mogelijk was.

## Welte Philharmonic Organ

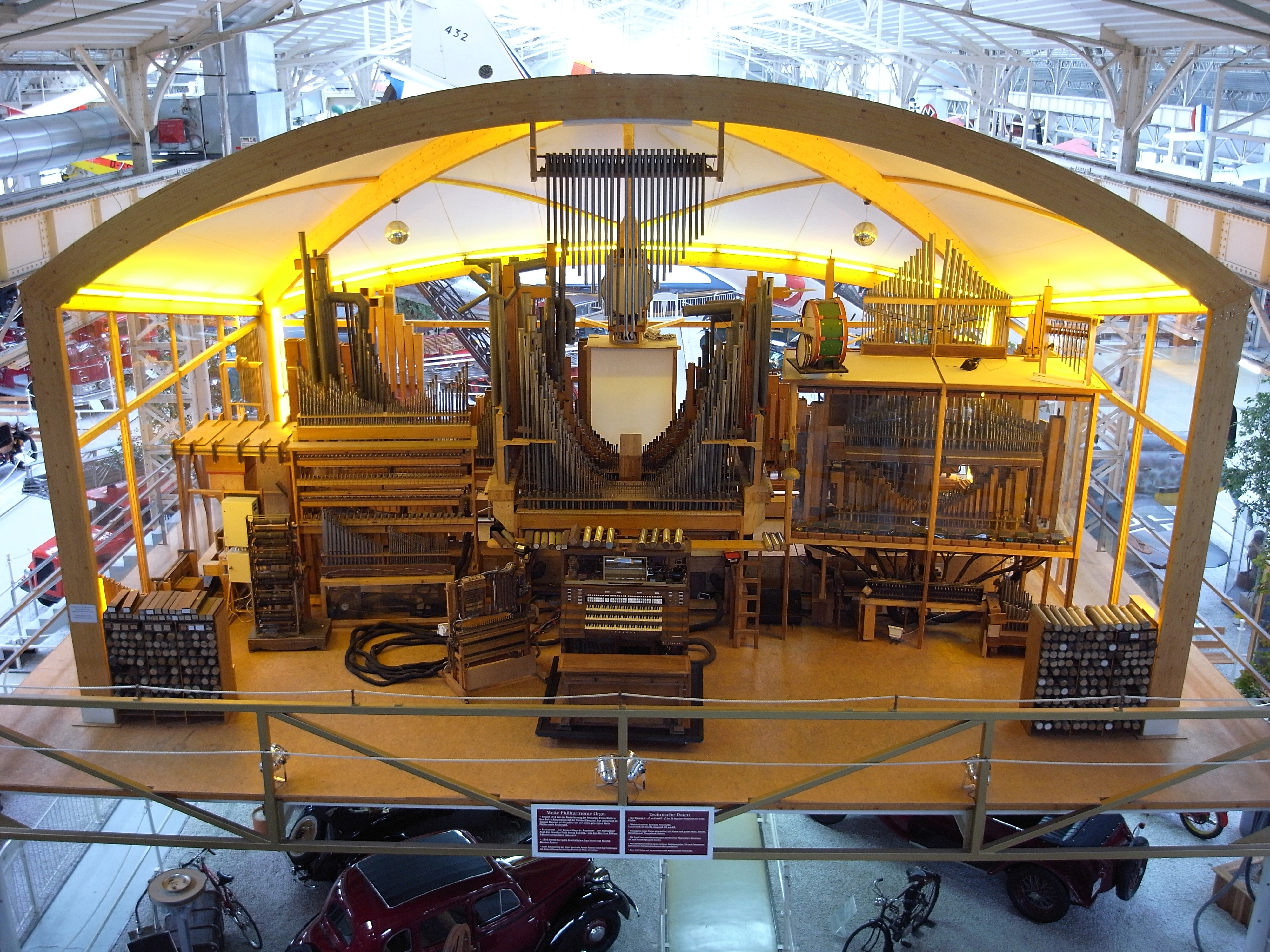
Welte Philharmonic Organ

Vanaf 1911 werd onder de naam "Welte Philharmonic-Organ" een vergelijkbaar systeem voor orgels geproduceerd. Dertien bekende Europese orgelcomponisten uit die tijd, onder anderen Alfred Hollins, Eugene Gigout en Max Reger, zijn gefotografeerd terwijl ze orgelopnamen maakten op een dergelijk instrument. Ook bekende organisten als Edwin Lemare, Clarence Eddy en Joseph Bonnet maakten opnamen. Het grootste ooit gebouwde filharmonische orgel bevindt zich in het Salomons Centre van de Canterbury Christ Church University. Dit orgel werd in 1914 voor David Lionel Salomons gebouwd om zowel orgelrollen te kunnen afspelen, als de rollen voor de Welte Orchestrion nr. 10 uit 1900 die hij voor dit orgel had ingeruild. Een orgel van dit type is te zien in het Scotty's Castle museum in Death Valley, waar het af en toe gedemonstreerd wordt tijdens museumrondleidingen. Een voor de Britannic gebouwd exemplaar werd als gevolg van het uitbreken van de Eerste Wereldoorlog nooit in Belfast afgeleverd. Dit exemplaar is nu te horen in het Museum für Musikautomaten te Seewen.

## Welte Inc.
In 1912 werd de naam van het bedrijf gewijzigd in M. Welte & Sons. Inc. met hoofdvestiging New York, en er werd een nieuwe fabriek gebouwd in Poughkeepsie, New York. De belangrijkste aandeelhouders waren familieleden in de Verenigde Staten en Duitsland, waaronder Barney Dreyfuss, Edwins zwager.

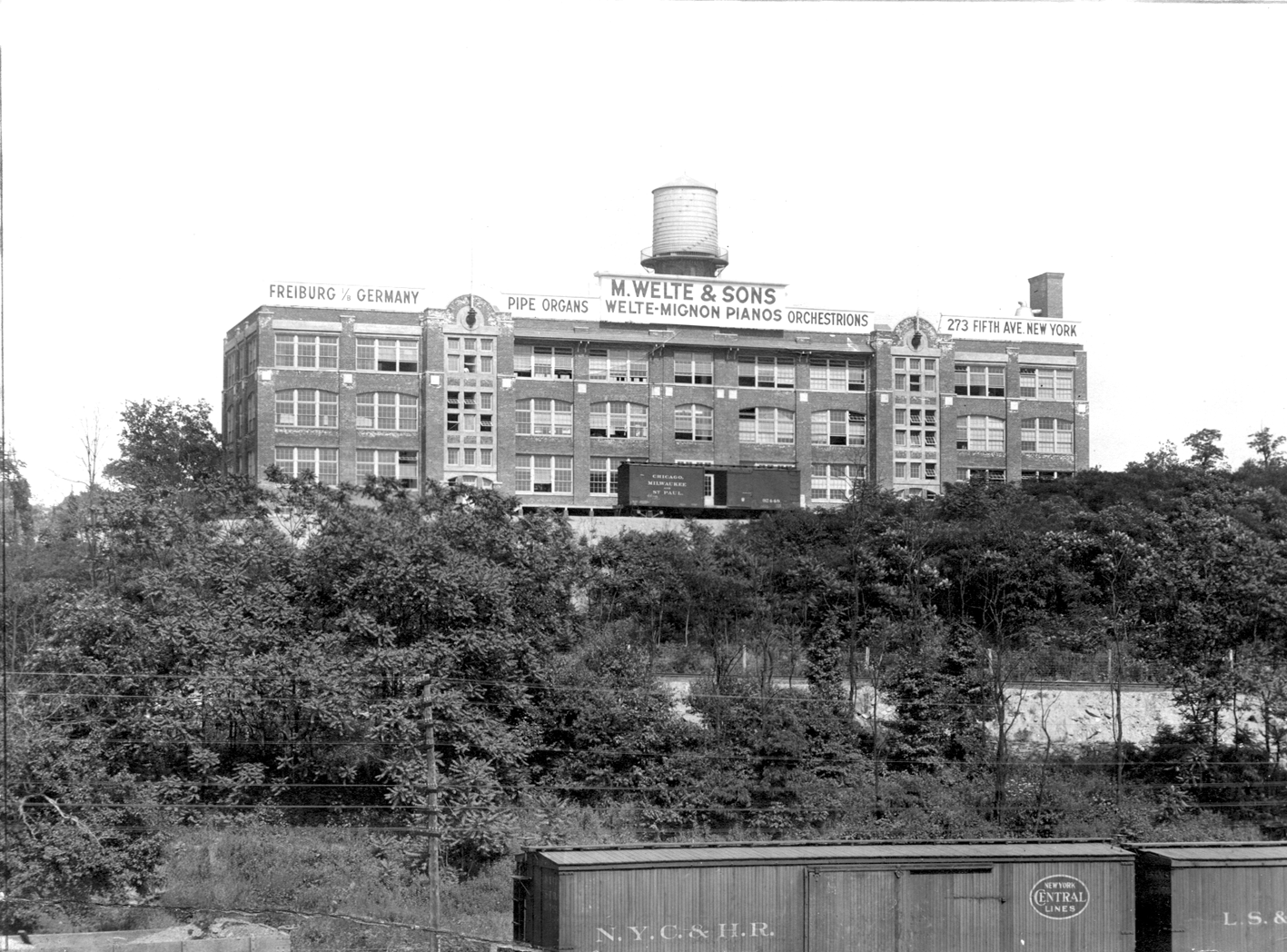
Welte & Sons, Poughkeepsie fabriek anno 1912. Tegenwoordig is er een energiebedrijf gevestigd

Als gevolg van de Alien Property Custodian wet verloor het bedrijf in de Eerste Wereldoorlog zijn Amerikaanse tak alsook alle Amerikaanse octrooien. Hierdoor kwam het bedrijf in zwaar weer. Door de massaproductie van nieuwe technologie, zoals radio en elektrische platenspelers, en de crisis van de jaren 30 raakte het bedrijf met zijn kostbare instrumenten in financiële problemen. Ook vergelijkbare bedrijven als de American Piano Company (Ampico) en Duo-Art verdwenen rond die tijd allengs van het toneel.

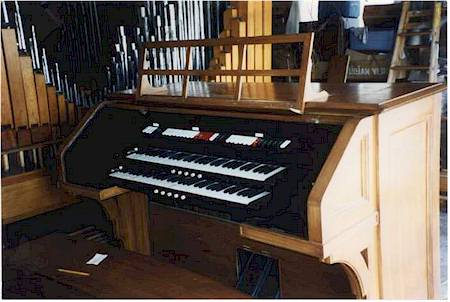
pijporgel van Welte-mignon

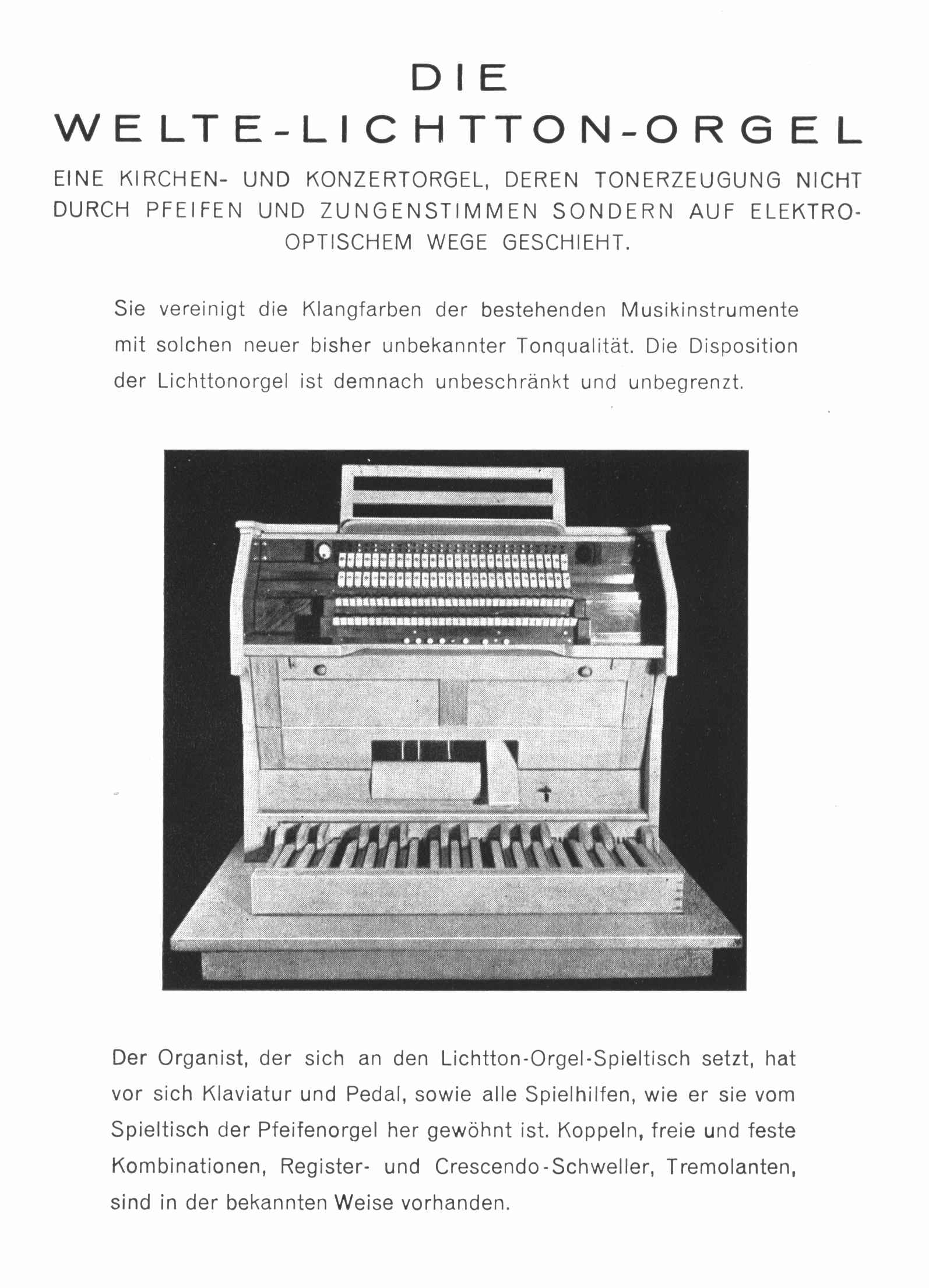
Lichtorgel van Welte uit 1936

Vanaf 1919 bouwde Welte ook theaterorgels (met name voor muzikale begeleiding van de stomme films uit die tijd). Toen rond 1927 de eerste geluidsfilms werden vertoond begon de vraag naar theaterorgels af te nemen en rond 1931 kwam de productie vrijwel stil te liggen. Het laatste grote theaterorgel was een instrument dat werd gebouwd voor de Norddeutscher Rundfunk (NORAG) in Hamburg. Het is nog steeds aldaar aanwezig en werkend. Andere theaterorgels zijn bewaard gebleven doordat musea ze in hun collectie opnamen.
In 1932 ontsnapte het bedrijf ternauwernood aan een faillissement. Karl Bockisch was toen de enige eigenaar. hij concentreerde zich op het vervaardigen van kerk- en gelegenheidsorgels.

Welte Mignon maakte diverse orgels voor belangrijke kerken, net als Welte-Tripp - een zusterfirma. Een der laatste werkende orgels is geplaatst in de Church of the Covenant in Boston. Het betreft een instrument dat zoveel mogelijk in originele staat is gerestaureerd door het Reed-Treanor orgelbedrijf.
Het laatste project van Edwin Welte betrof een elektronisch orgel, dat was uitgerust met fotocellen, het Lichttonorgel of Phototone-Organ. Dit was het eerste instrument dat analoog gesampelde geluiden gebruikte.

In 1936 werd een prototype gedemonstreerd tijdens een concert in de Berliner Philharmonie. De Nazi's stopten de productie van deze instrumenten die Welte samen met Telefunken maakte, omdat de uitvinder Edwin Welte met de joodse Betty Dreyfus was getrouwd.
De fabriek in Freiburg overleefde een groot bombardement in 1944 niet en werd totaal verwoest. Hiermee leek ook alle kennis over de systemen van Welte verloren te zijn gaan, maar door onderzoek in Amerika zijn documenten over de opnametechnieken van de Welte Philharmonic-Organs teruggevonden, waardoor de systemen gereconstrueerd konden worden. Wat resteert van het bedrijf is ondergebracht in het Augustiner Museum in Freiburg.

## Media
- Ossip Gabrilowitsch speelt voor Welte-Mignon op 4 juli 1905 Johannes Brahms Intermezzo in C major, Op. 119, No. 3 *beluisterenⓘ
- Arthur Nikisch speelt voor Welte-Mignon op 9 februari 1906 Johannes Brahms Hongaarse dans nr. 5*beluisterenⓘ

### Artikelen
- (de)  Das Welte-Mignon-Klavier, die Welte-Philharmonie-Orgel und die Anfänge der Reproduktion von Musik by Peter Hagmann (1984)

Jürgen Ahrend · Johann Bätz · Heinrich Andreas Contius · Familie Gilman · Friedrich Fleiter · Carl Frei · Heinrich Hermann Freytag · Joseph Gabler · Rudolf Garrels · Gottfried Silbermann · Gerhard Grenzing · Albertus Antoni Hinsz · Bartelt Immer · Hans Henny Jahnn · Ludwig König · Hinrich Just Müller · Christian Müller · Carl Friedrich August Naber · Paul Peuerl · Georg Heinrich Quellhorst · Joachim Richborn · Arnold Rohlfs · Conradus Ruprecht II · A. Ruth und Sohn · Wilhelm Rütter · Arp Schnitger · Hans Wolff Schonat · Ernst Seifert · Andreas Silbermann · Friedrich Stellwagen · Johannes Stephanus Strümphler · Hans Suys · Johannes Wilhelmus Timpe · Welte-Mignon · Johann Friedrich Wenthin · Christian Gottlieb Friedrich Witte